# Ing-Marie Eriksson
Ingrid Maria (Ing-Marie) Eriksson Sabbadini, född Eriksson 30 september 1932 i Sikås i Hammerdals församling i Jämtlands län, död 10 februari 2025 i Österhaninge distrikt i Haninge kommun i Stockholms län, var en svensk författare.

## Biografi
Ing-Marie Eriksson växte upp i Sikås som dotter till banarbetaren Erik Jönsson och Ingrid Mårtensson. Hon studerade vid Stockholms universitet där hon blev fil. kand. 1963 och fil. mag. 1966, samtidigt som hon verkade som lärare. Hon studerade språk i Frankrike, Tyskland och Italien samt bodde åren 1973–1974 på Sicilien.
Ing-Marie Eriksson debuterade 1965 med romanen Märit som ledde till ett tryckfrihetsåtal, då några grannar i Sikås ansåg sig förtalade av hennes bok, och hon fälldes senare i tingsrätt och hovrätt.
Eriksson var medlem i författarkooperativet Hanveden. Hon är gravsatt på Österhaninge kyrkogård.

## Priser och utmärkelser
- 1966/67 – Tidningen Vi:s litteraturpris
- 1970 – Litteraturfrämjandets stipendiat
- 1972 – Östersunds-Postens litteraturpris
- 1994 – Landsbygdens författarstipendium
- 2005 – Hedenvindplaketten
- 2007 – Carl Zetterströms minnesmedalj